# (31203) Hersman
(31203) Hersman est un astéroïde de la ceinture principale.

## Description
(31203) Hersman est un astéroïde de la ceinture principale. Il fut découvert le 6 janvier 1998 à la station Anderson Mesa par Marc W. Buie. Il présente une orbite caractérisée par un demi-grand axe de 2,92 UA, une excentricité de 0,09 et une inclinaison de 2,6° par rapport à l'écliptique.

## Compléments